# Mario Ferrero
Pietro Mario Ferrero (Turín, Provincia de Turín, Italia, 12 de marzo de 1903 - Turín, Provincia de Turín, Italia, 26 de abril de 1964) fue un futbolista italiano. Se desempeñaba en la posición de defensa.

## Clubes
| Club                       | País   | Año         |
| -------------------------- | ------ | ----------- |
| F. C. Pastore              | Italia | 1921 - 1922 |
| Juventus F. C.             | Italia | 1925 - 1934 |
| Ginnastica Sampierdarenese | Italia | 1934 - 1935 |

## Palmarés

### Campeonatos nacionales
| Título  | Club           | País   | Año     |
| ------- | -------------- | ------ | ------- |
| Serie A | Juventus F. C. | Italia | 1925-26 |
| Serie A | Juventus F. C. | Italia | 1930-31 |
| Serie A | Juventus F. C. | Italia | 1931-32 |
| Serie A | Juventus F. C. | Italia | 1932-33 |
| Serie A | Juventus F. C. | Italia | 1933-34 |